# Nedzhmi Ali
Nedjmi Ali (bulgare : Неджми Али), né le 16 juillet 1972 à Ustren, dans la commune de Djebel, Oblast de Kardjali, est un homme politique bulgare de la minorité turque, membre du Mouvement des droits et libertés.

## Biographie
Il devient député au Parlement européen le 1er janvier 2007 à la suite de l'adhésion de la Bulgarie à l'Union européenne.